# 안치초등학교
안치초등학교는 대한민국 충청남도 예산군 삽교읍 안치이리길 6-16 (안치리)에 있었던 공립 초등학교이다.

## 학교 연혁
- 1940년 11월 23일 삽교공립심상소학교 부설 안치간이학교 개교
- 1949년 9월 20일 안치공립국민학교 승격
- 1984년 3월 8일 병설유치원 개원
- 1996년 3월 1일 안치초등학교로 개칭
- 1999년 3월 1일 삽교초등학교에 통폐합